# サーマルリサイクル
サーマルリサイクル（Thermal Recycle、熱回収）とは、廃棄物を単に焼却処理せず、焼却の際に発生する熱エネルギーを回収・利用すること。日本などで用いられる概念で「エネルギー回収」ともいう。なお、「リサイクル」の定義や整理は地域により異なり、EUではリサイクル（recycling）とは区別してエネルギーリカバリー（energy recovery）という概念が用いられており、通常のリサイクルやエネルギーリカバリーなどをまとめた概念としてリカバリー（recovery）を用いている。

## 資源化における概念

### 日本
日本では廃棄物の焼却時に発生するエネルギーを熱や蒸気などとして回収することをサーマルリサイクルといい、発電、周辺施設の暖房や温水供給などに利用されている。容器包装リサイクル法で認められたガス化・油化の他、焼却熱利用、廃棄物発電、セメントキルン原燃料化、廃棄物固形燃料などがある。
プラスチックのリサイクル手法の主なものには、プラスチックでの再製品化であるマテリアルリサイクル（material recycling）や原料・モノマー化によるケミカルリサイクル（chemical recycling）などがあり、これらのほかにサーマルリサイクルが位置づけられている。なお、廃棄物のガス化・油化はケミカルリサイクルであるが、それを燃料に使用する場合はサーマルリサイクルとして扱われる。発電時や焼却時に発生する熱を給湯や暖房に利用する点でコージェネレーションシステムと似ている。発電時のエネルギー効率を高め、一次エネルギーの削減やエネルギーからのCO2排出量を抑えることにも貢献している。平成29年度時点で発電設備のあるごみ焼却施設は376ヶ所と全てのごみ焼却施設の34％を占めている。しかし、発電効率が20％以上の施設はわずか37ヶ所となっている。今後は新たな焼却技術の導入により発電効率の向上を図る必要がある。欧米では日本で盛んなサーマルリサイクルよりもマテリアルリサイクルが高いリサイクル率を占めているが、サーマルリサイクルの発電効率の上昇により、世界的にもサーマルリサイクル率が増加すると考える。。
循環型社会形成推進基本法では、廃棄物・リサイクル対策の優先順位を、
1. リデュース
2. リユース
3. マテリアルリサイクル・ケミカルリサイクル
4. サーマルリサイクル（熱回収）
5. 廃棄物としての適正処理

とし、経済財政諮問会議の「循環型経済社会に関する専門調査会」および産業構造審議会企画グループでは「サーマルリサイクルも有効なエネルギー回収手段としてマテリアルリサイクルと並んで位置づける」と提言している。

### EU
EUの各種指令（94年EU容器包装指令、75年EU廃棄物枠組指令付属書ⅡBなど）では「リサイクル」は再製品化を行うマテリアルリサイクルのことを指す。エネルギー発生手段として利用することはエネルギーリカバリー（energy recovery）と呼ばれており、マテリアルリサイクルやエネルギーリカバリーなどを含む場合にはリカバリー（recovery）という概念を用いる。
欧州などではリサイクルは何度も使えるような仕組みを指し、熱として回収する場合はリサイクルに含まず区別されている。

## プラスチック
プラスチックというものは単一な原材料ではなく、PE・PS・PP・PVCといった原料単位で分別する必要があるため、プラスチックで分別したところでマテリアルリサイクルないしケミカルリサイクルすることはできない。また、商品化されたプラスチック製品自体に2種以上のプラスチックが混ざっていたり、一見同じにしか見えないプラスチックを消費者が原材料単位で分別することは困難である。
そのため、原則として、廃プラスチックはリサイクルされることなく埋め立てられるか、サーマルリサイクルをするかの選択肢に限られる。過去、プラスチック類の1つであるPVCが猛毒のダイオキシンを発生させる原因とされ、埋め立てられることが主流であったが、ダイオキシンの毒性に対して疑問が呈されると共に、PVCの分別法、ダイオキシンを発生させない燃焼法の確立によりサーマルリサイクルへの移行が進んでいる。

### 熱エネルギー
プラスチックは埋め立てられてきた経緯から不燃物と考えられがちだが、純石油製品であり、石油や石炭と同等の発熱量を有している。そのため、プラスチックをサーマルリサイクルすることで大量の熱エネルギーを回収できる。これにより、間接的に火力発電所で燃焼される原油の削減となる。
なお、1メガワット時の電力を火力発電するために必要な燃料は、天然ガス132kgに対してプラスチックを345kg。この場合の二酸化炭素の発生量は、天然ガスによる燃焼時が360kgに対してプラスチックの燃焼時が880kgとする試算がある。

### 埋め立て・サーマルリサイクル
地球温暖化の観点から二酸化炭素を排出するサーマルリサイクルより、埋め立てる方が環境に優しいという考えも存在するが、サーマルリサイクルにより削減した原油の二酸化炭素量とである程度は相殺できる。

## ライフサイクルアセスメント
サーマルリサイクルはリサイクルの最終手段ではあるが、マテリアルリサイクルやケミカルリサイクルとの選択を考えるのに、ライフサイクルアセスメント (LCA) がある。
忘れてはならないのが、リサイクルをするためには輸送・再資源化の工程でエネルギー投入が必要であり、二酸化炭素などの廃棄物も出ると言うことである。もしも、
- マテリアル/ケミカルリサイクルで(他の処理方法に比べ余計に)かかる石油の量、環境コスト＞それらによる削減できる石油の量、環境コスト

このような状況が発生するのであれば、サーマルリサイクルの方が適していると言える。
例えば、新たに石油から1本のペットボトルを作るのに必要な資源を1とした場合に
- ペットボトルをマテリアルリサイクルして再生ボトルを作る場合の資源量が1を下回る場合はマテリアルリサイクルするべきである。
  - アルミ製品のマテリアルリサイクルが積極的に推し進められるのはこのためである。
- 逆に1以上掛かってしまう場合、マテリアルリサイクルは本末転倒なので1本新造して使用済みボトルはサーマルリサイクルすべきある。
  - この場合、サーマルの方が1の資源で新しいボトル1本＋燃料(になりうる廃材)を得ることができるので効率がいい。

ということである。

## 評価
ごみには技術的に再資源化が困難なものや、選別などが繁雑で再資源化するとかえって著しく不経済なものも存在する。廃棄物からのエネルギー回収は、焼却時の熱量をエネルギーとして利用するため、単に焼却するよりは有意義と考えられている。一方でリサイクルできる資源まで分別されずに燃やされてしまうとの指摘もあり、リユースあるいはマテリアルリサイクルやケミカルリサイクルが困難（技術的に困難、あるいは投入資源・コストに対し割に合わない）な廃棄物に対してのみ行われるのが理想である。
また、発電効率が低い施設での焼却などの問題もある。エネルギー回収効率が一定水準に到達していない処理は「エネルギー回収」には換算できないとされている。
海外では廃棄物焼却にリサイクルなどという名称は使わず「廃棄物からエネルギー回収」であり、温暖化ガス排出につながることは従来の化石燃料発電となんら変わらず、廃棄物処理の問題を地球温暖化の問題に転嫁することから批判されている。 このことは少し計算してみれば明らかである。廃棄物としてプラスチックを例にとれば、プラスチック廃棄物の焼却から発生する二酸化炭素量はプラスチック１キログラムあたり二酸化炭素2.9キログラムと見積もられており、プラスチックの化学構造（炭素含有重量％）からすれば極めて妥当な数字である。　これをもとに日本で2018年に焼却処理されたプラスチック廃棄物683万トン（プラスチック廃棄物総量891万トン ‐ マテリアルリサイクル量208万トン）を計算すると二酸化炭素1981万トンに達し、当時の日本人人口１億2700万人で割るとプラスチック廃棄物の焼却で排出した二酸化炭素は年に一人当たり156キログラムにもなる。日本人はパリ協定の目標達成に必要とされる2030年までの一人当たりの年間二酸化炭素排出量上限2.3 トンのうち6.8％もの量をプラスチック廃棄物の焼却で消費したのである。